# 이미즈시
이미즈시(일본어: 射水市)는 일본 도야마현에 있는 시이다. 2005년 11월 1일에 이미즈군의 모든 정촌(고스기정, 다이몬정, 오시마정, 시모촌)과 신미나토시가 합병해 성립했다.

## 인접하는 자치체
- 도야마시
- 다카오카시
- 도나미시

## 역사
- 2005년 11월 1일 - 이미즈군 고스기정, 다이몬정, 오시마정, 시모촌, 신미나토시가 합병해 성립했다.

## 교통

### 철도
- 아이노카제토야마 철도
  - 아이노카제토야마 철도선

- 만요선
  - 다카오카 궤도선
  - 신미나토코선

### 도로
- 호쿠리쿠 자동차도
- 국도 8호선
- 국도 415호선
- 국도 472호선

## 인구
| 연도 | 인구   | ±%    |
| ---- | ------ | ----- |
| 1970 | 83,631 | —     |
| 1980 | 91,317 | +9.2% |
| 1990 | 92,912 | +1.7% |
| 2000 | 93,513 | +0.6% |
| 2010 | 93,588 | +0.1% |
| 2020 | 90,742 | −3.0% |